# Eduard Telcs

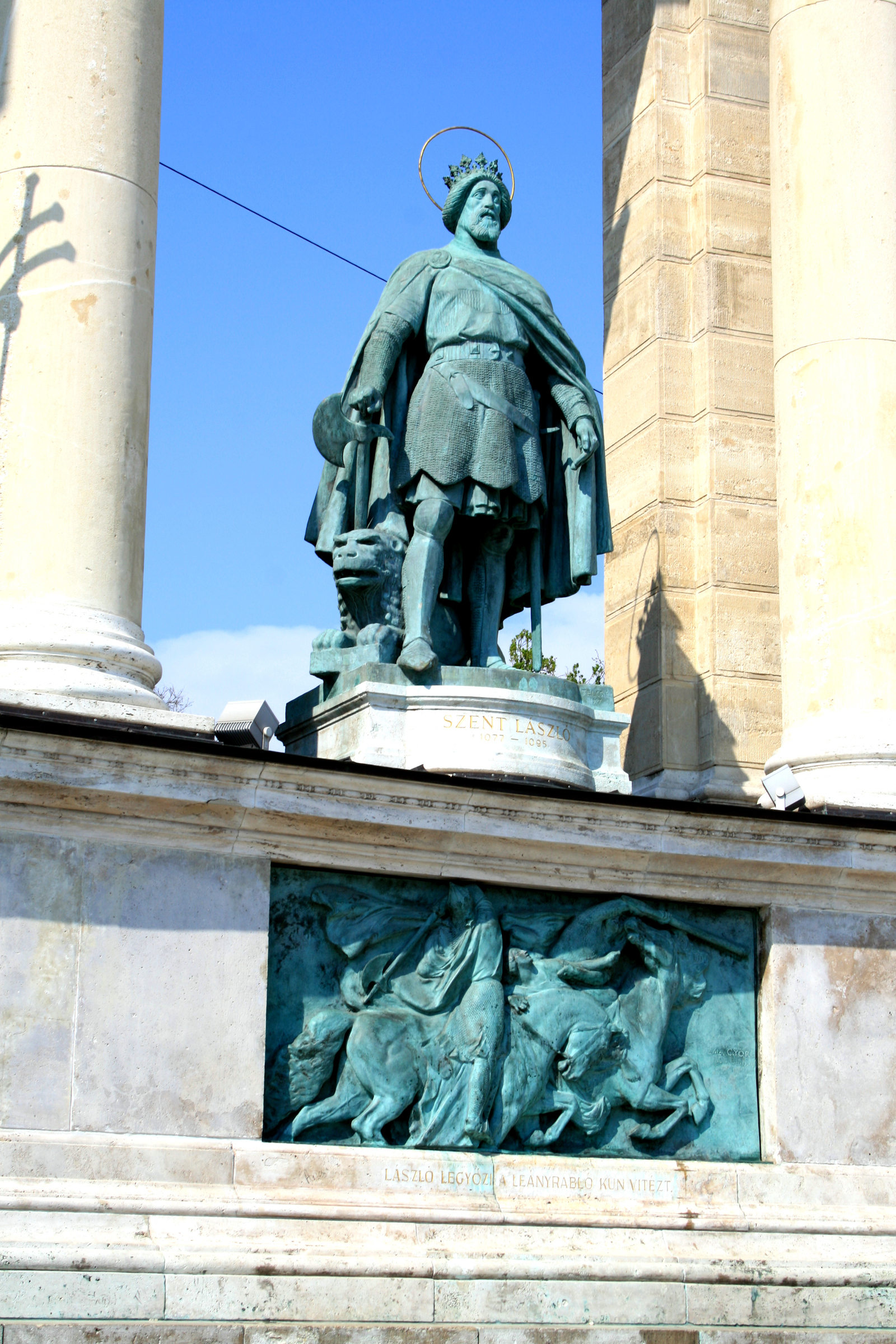
Monument Ladislaus I in Boedapest

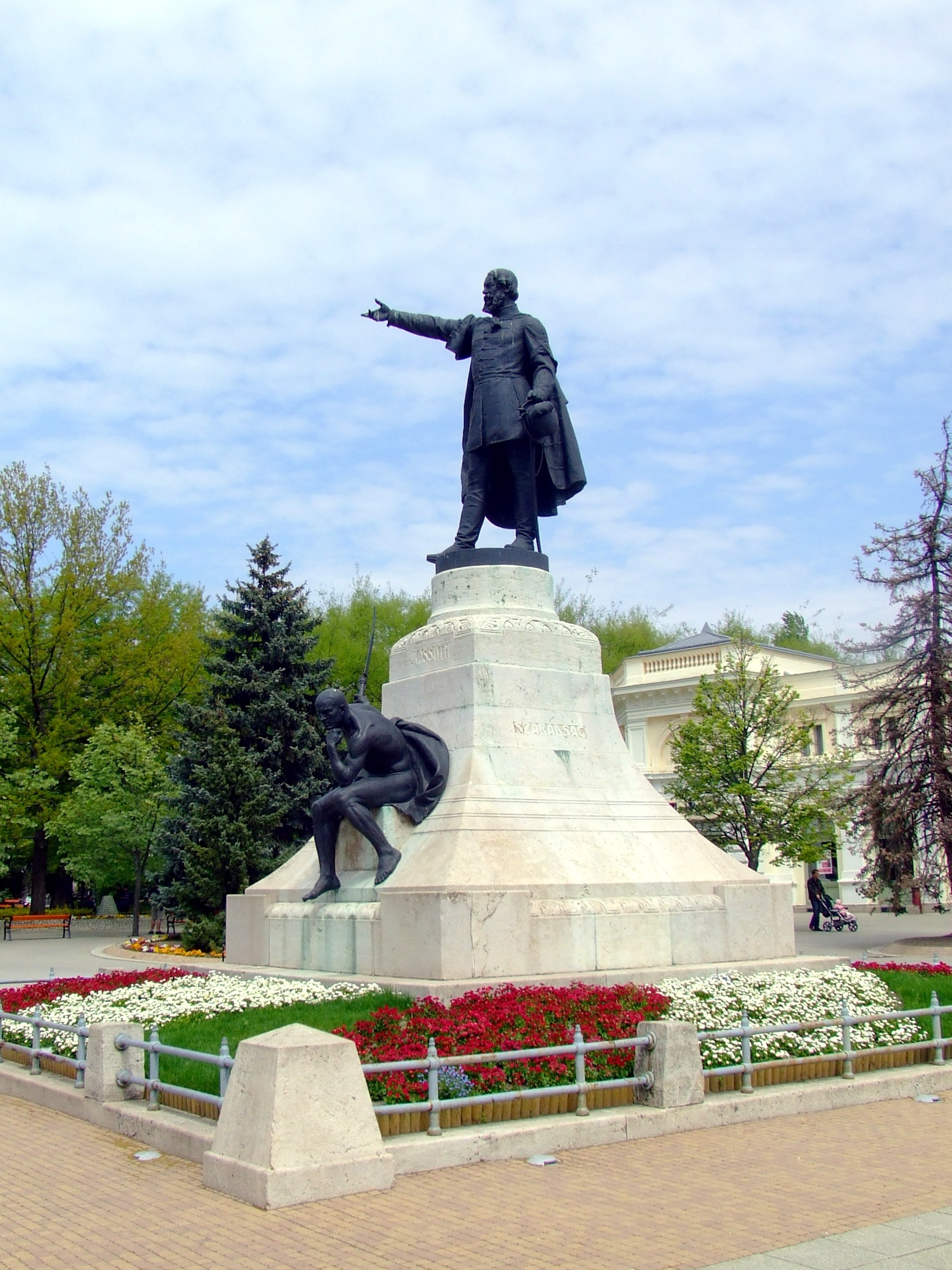
Monument Lajos Kossuth in Kecskemét

Eduard Telcs of Ede Telcs (Baja, 12 mei 1872 - Boedapest, 18 juli 1948) was een Hongaarse beeldhouwer en medailleur.

## Leven en werk
Eduard Telcs, zoon van een Joods-Hongaarse familie (oorspronkelijk genaamd Teltsch) ging op twaalfjarige leeftijd naar Boedapest om opgeleid te worden in de decoratieve kunst. Al snel ging hij naar Wenen, waar hij gedurende vier jaar leerde aan de Allgemeine Bildhauerschule. Hij won een prijs, de gouden Füger medaille, met zijn werk Sint Bonifacius strijkt de vlag van Wodan. Hij studeerde aansluitend drie jaar bij de beeldhouwer Caspar von Zumbusch (1830-1915), een belangrijke vertegenwoordiger van het monumentale beeldhouwen in de Oostenrijkse Gründerzeit, aan de Akademie der Bildenden Künste Wien. Hij kreeg een eerste prijs voor zijn beeld Die zwei Durstigen, waarmee hij in 1885 tijdens de Exposition Universelle d'Anvers in Antwerpen nogmaals een prijs won. In 1900 trok hij de aandacht als winnaar van de competitie voor een monument van keizerin Elisabeth van Oostenrijk ("Sisi"). Hij kreeg hierna nog vele opdrachten voor monumentale werken in Boedapest en andere Hongaarse steden, onder andere in Kecskemét.
In 1920 vluchtte Telcs, wegens het politieke klimaat en de gewelddadigheden in Hongarije tijdens de Hongaarse Radenrepubliek van Béla Kun in 1919 (de "Rode Terreur") en de daaropvolgende zogenaamde "Witte Terreur" na de installatie van het Koninkrijk Hongarije onder regent Miklós Horthy, naar Nederland. De beeldhouwer had al enige ervaring als medailleur en trad als leerling in dienst van Jac.J. van Goor, die de leiding had over het atelier van de Begeer (Utrechtse Fabriek van Zilverwerken) in Utrecht. Hij was verantwoordelijk voor vele ere- en herdenkingspenningen en plaquettes van onder anderen Henk Brinkgreve, de aftredende burgemeester van Rotterdam Alfred Rudolph Zimmerman, de bankier Arnold Gilissen en de fabrikant J. van Stipriaan Luiscius; de componisten Ludwig van Beethoven, Johann Sebastian Bach en Wolfgang Amadeus Mozart; Johann Wolfgang von Goethe (1924), alsmede de mythologische figuren Prometheus en Triton. Voorts een portretbuste van de zangeres Aaltje Noordewier en drie kinderfiguren in steen voor de daklijst van het pand Plaats 2, hoek Noordeinde in Den Haag. Hij ging in 1922 terug naar Hongarije om in 1924 gedurende enkele weken weer in Nederland te verblijven.
Over zijn activiteiten als medailleur zei Telcs over zichzelf:

Ich bin ein verhinderte Maler

Van 1924 tot zijn dood in 1948 was Telcs werkzaam in Boedapest.

## Werken (selectie)
- Borstbeeld Kornelia Hollósy (sopraan) in Makó
- 1906 Monument Lajos Kossuth (politicus) in Kecskemét
- 1907 Beeldhouwwerk Franz Liszt Muziekacademie in Boedapest
- 1908 Monument Dezső Szilágyi (politicus) in Szilágyi
- 1908 Monument Mihály Vörösmarty (dichter) in Boedapest (samen met Ede Kallós)
- 1911 Monument Mihály Munkácsy (schilder) in Boedapest
- 1928 Borstbeeld Miklós Barabás (schilder) in Boedapest
- 1931 Standbeeld Ignác Alpár (architect) in Városliget
- Grafmonument András Mechwart (industrieel) in Boedapest
- Standbeelden van Ladislaus I van Hongarije en Karel III van Hongarije als onderdeel van het Millenniumi emlékmű (Millennium- en heldenmonument) op het Náměstí Hrdinů (Heldenplein) in Boedapest
- Sculpturen Marcsa, A kis szégyenlős en Góliát (Nationaal Museum)
- 1921 portrettegel Aaltje Noordewier Reddingius, in Deurne

## Fotogalerij

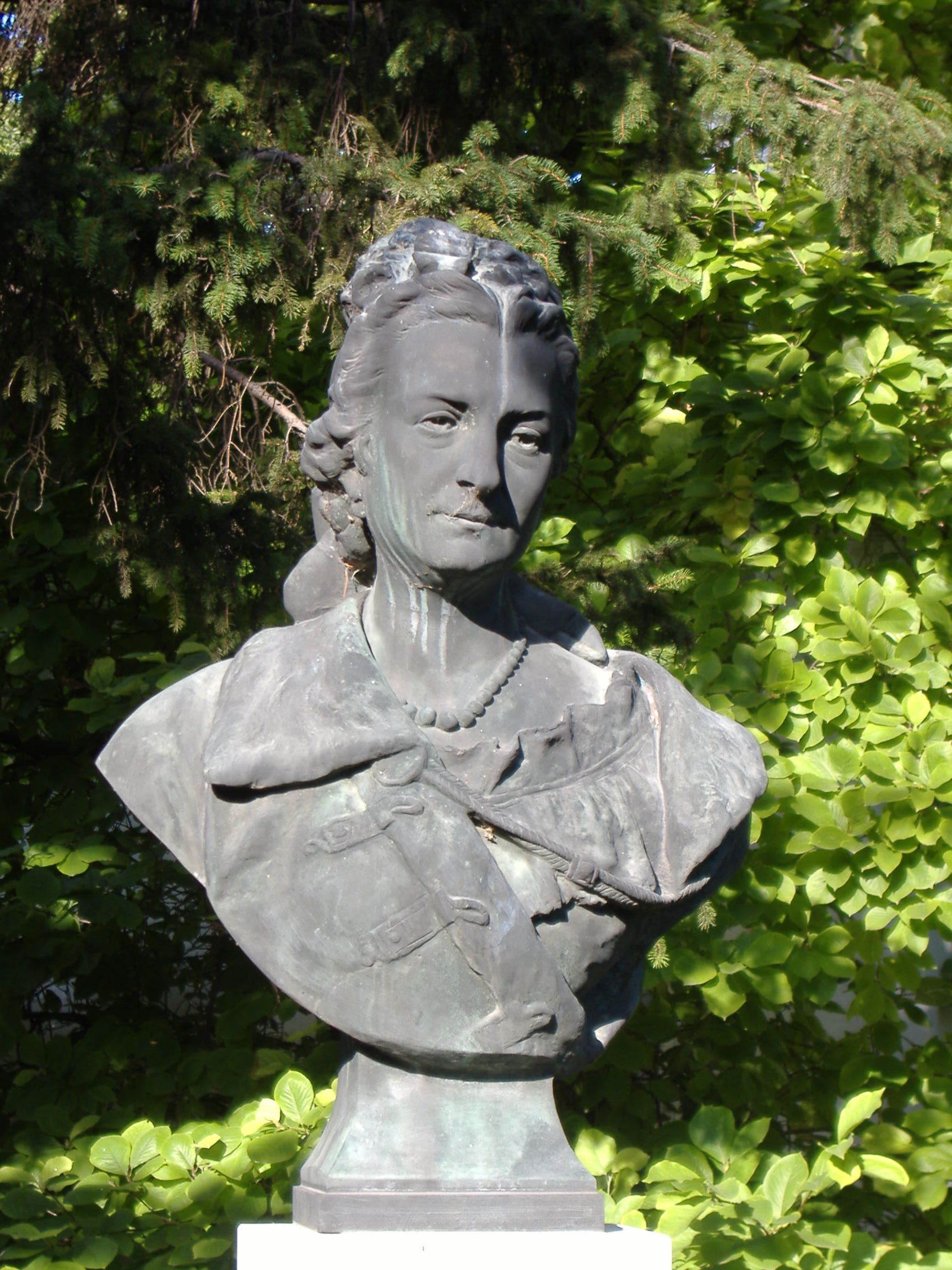
borstbeeld Kornélia Hollósy
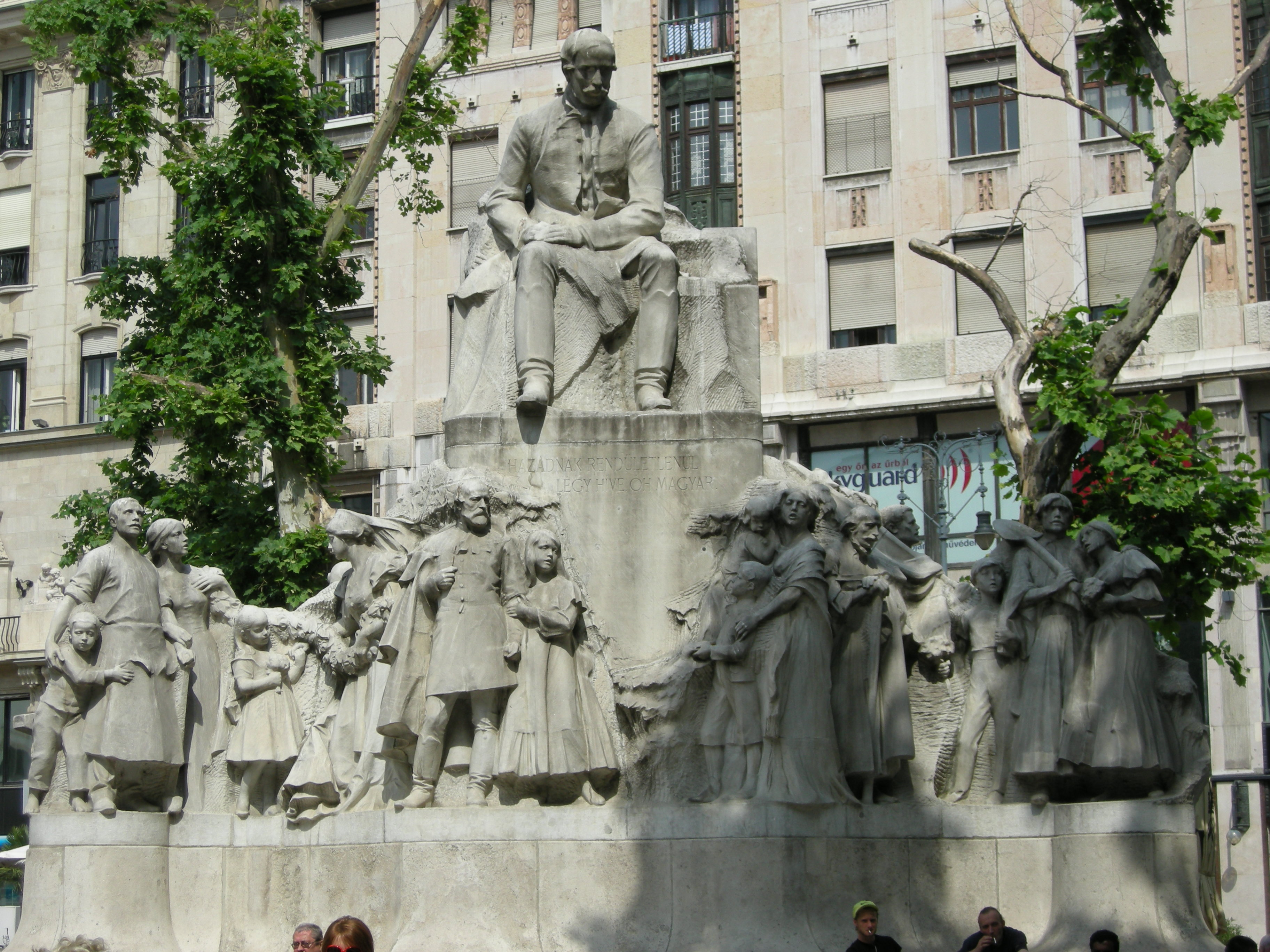
Monument Mihály Vörösmarty
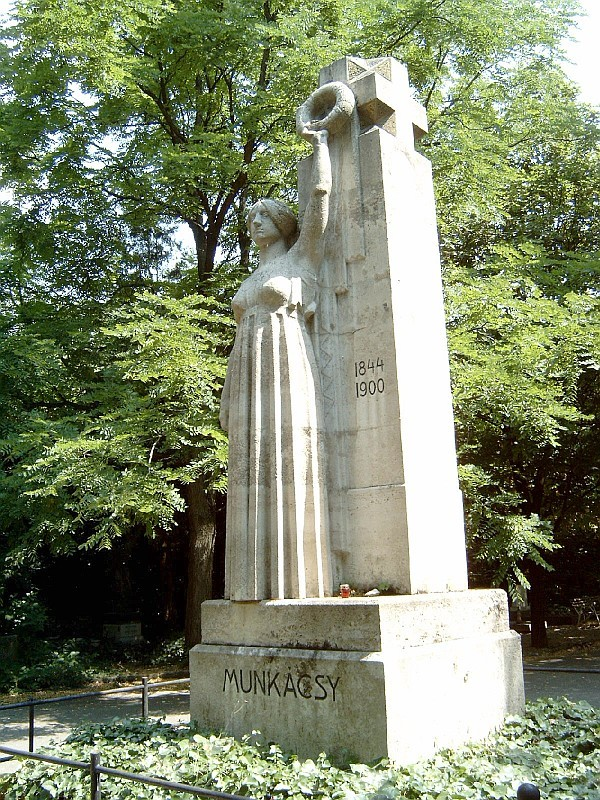
Monument Mihály Munkácsy
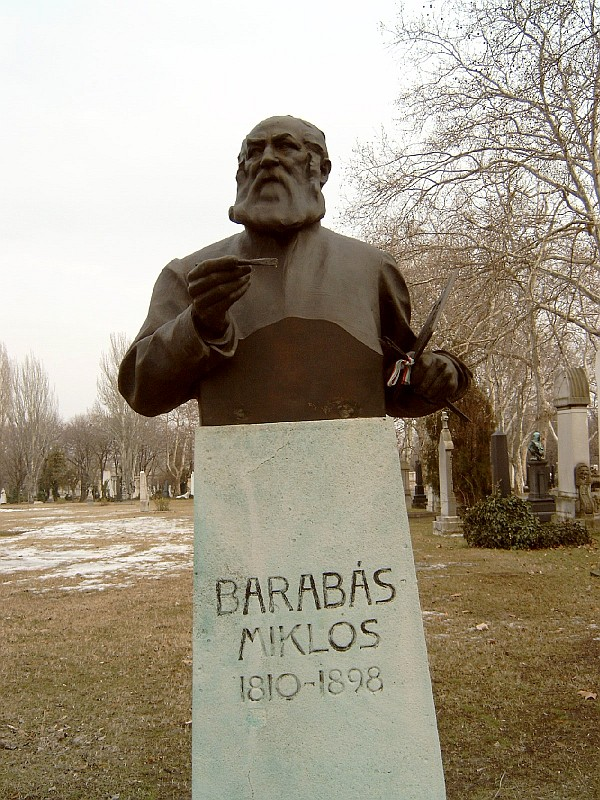
Borstbeeld Miklós Barabás
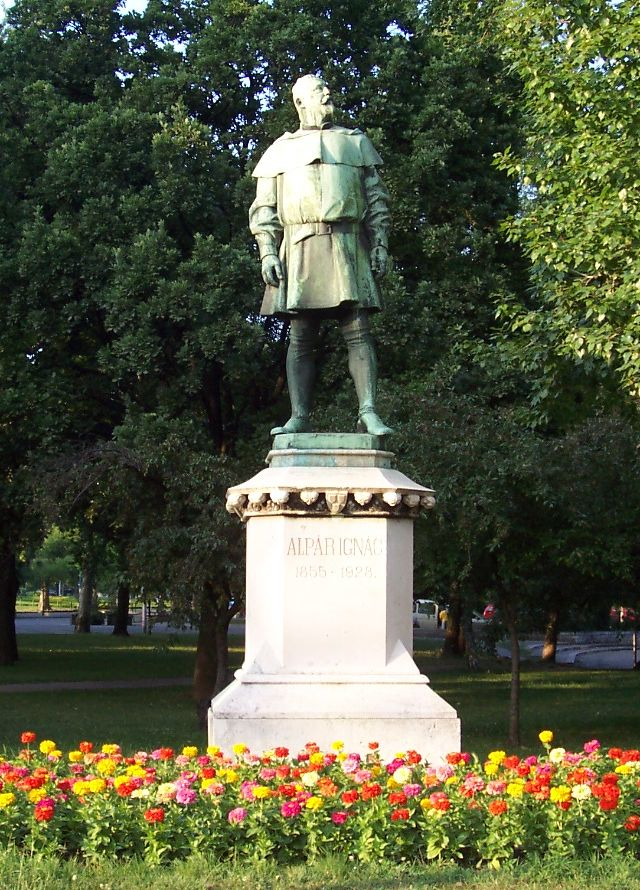
Standbeeld Ignác Alpár
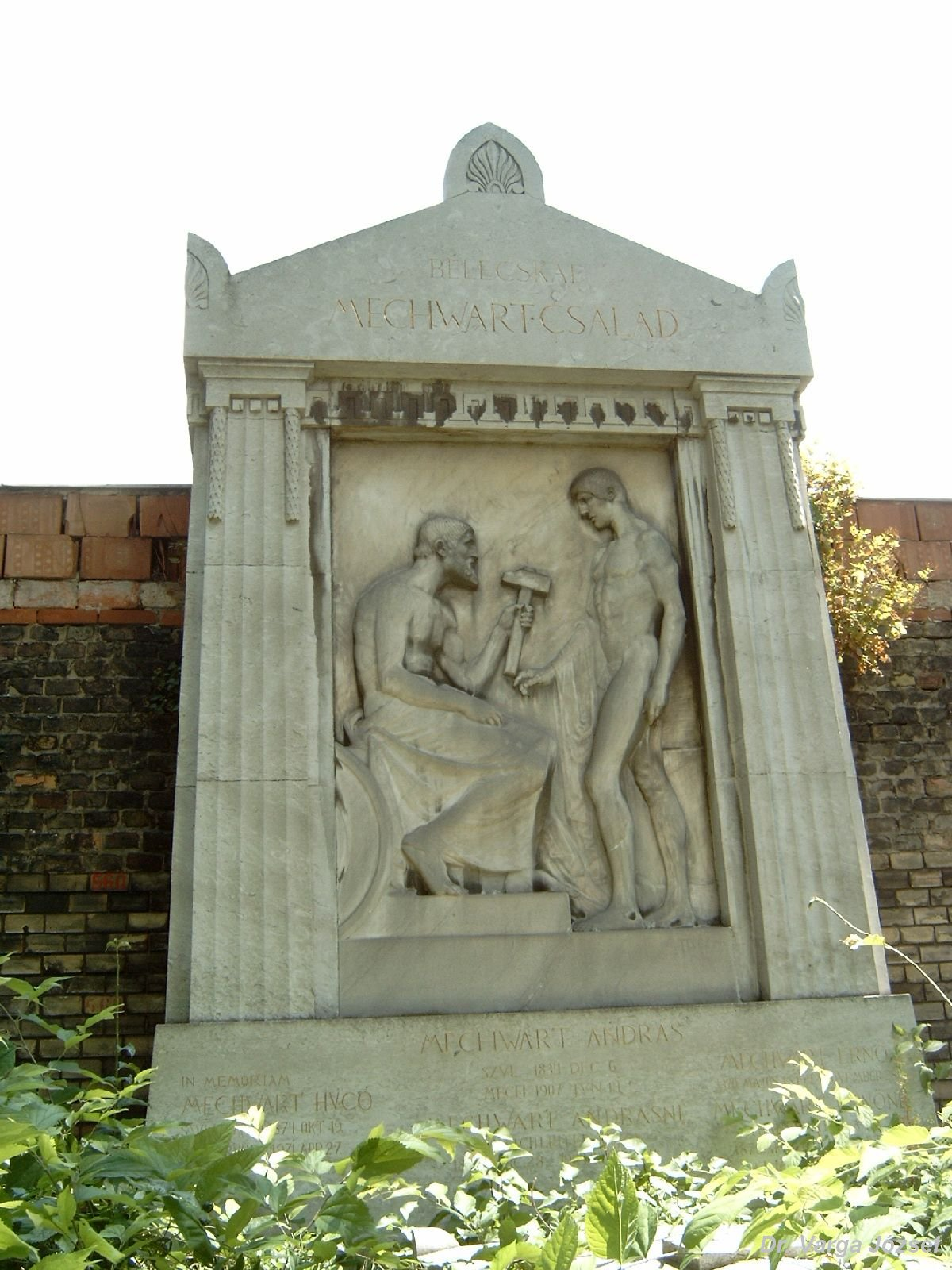
Grafmonument Mechwart András
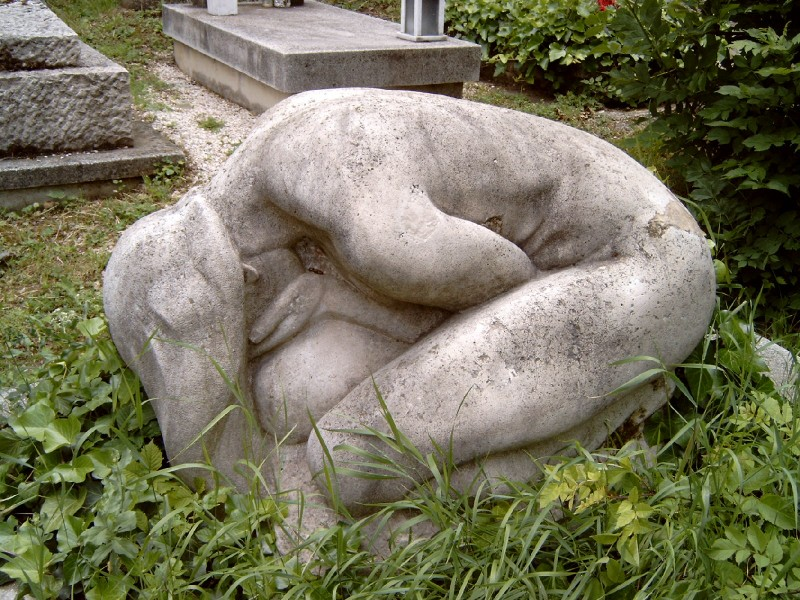
Grafbeeld in Boedapest
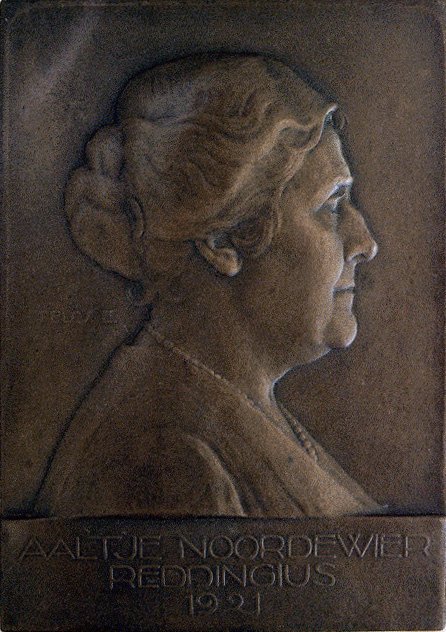
Portrettegel Aaltje Noordewier Reddingius, Deurne

- Gemeinsame Normdatei: 140077286
- International Standard Name Identifier: 0000 0000 7887 8906
- Library of Congress Control Number: no2012073078
- Nederlandse Thesaurus van Auteursnamen: 071340092
- RKD-Nederlands Instituut voor Kunstgeschiedenis: 98821
- SNAC: w6vt2xs3
- Système universitaire de documentation: 133650715
- Union List of Artist Names: 500116416
- Virtual International Authority File: 96544690
- WorldCat: E39PBJgxtwM9rwK8b3jWc3JVYP